# Cardiff Singer of the World
Cardiff Singer of the World är en sångtävling som vart annat år hålls i staden Cardiff (Wales) och som 1983 startades av BBC Wales för att fira öppnandet av St David's Hall i Cardiff. Uttagningen till tävlingen sker först i respektive land där en sångare (om vederbörande kvalificerar sig) får representera sitt land vid tävlingen i Wales.
Tävlingen har genom åren hetat: BBC Cardiff Singer of the World competition (Cardiff Singer of the World från 1983–2001 och BBC Singer of the World in Cardiff 2003).

## Representanter från Sverige
De svenska sångarna som genom åren fått representera Sverige i Cardiff Singer of the World har varit:
- 1983 Lena Hoel (sopran)
- 1985 Stefan Dahlberg (tenor)
- 1989 Hillevi Martinpelto (sopran) finalist
- 1991 Olle Persson (baryton)
- 1993 Nina Stemme (sopran) finalist
- 1995 Katarina Karnéus (mezzosopran) vinnare
- 1997 Anders Larsson (baryton)
- 1999 Martina Dike (mezzosopran)
- 2003 Nils Olsson (tenor)
- 2007 Ida Falk Winland (sopran)
- 2023 Johanna Wallroth (sopran)[1]